# Кастелларо (Сан-Марино)
Castellaro — село в муніципалітеті Сан-Марино в державі Сан-Марино.

## Географія
| Сан-Марино | Це незавершена стаття з географії Сан-Марино. Ви можете допомогти проєкту, виправивши або дописавши її. |